# Svartvingad dvärgpapegoja
Svartvingad dvärgpapegoja (Agapornis taranta) är en fågel i familjen östpapegojor inom ordningen papegojfåglar.

## Utseende och läte
Svartvingad dvärgpapegoja är en liten och kortstjärtad papegoja med mestadels grön fjäderdräkt. Hanen har en röd fläck ovanför näbben och svarta vingundersidor som syns väl i flykten. Den är mycket lik rödhuvad dvärgpapegoja, men dessa överlappar knappt i utbredning och svartvingad dvärgpapegoja urskiljer sig även genom en lilla röda fläcken som honan saknar. Lätet är ett ljust glidande "see-lee" som ofta hörs när den flyger.

## Utbredning och systematik
Svartvingad dvärgpapegoja förekommer enbart i Etiopien. Den behandlas som monotypisk, det vill säga att den inte delas in i några underarter.

## Levnadssätt
Svartvingad dvärgpapegoja hittas i medelhöga bergstrakter, i savann, skogslandskap och mer sammanhängande skog. Den ses vanligen i små flockar.

## Status och hot
Arten har ett stort utbredningsområde och tros öka i antal. Internationella naturvårdsunionen IUCN listar den därför som livskraftig (LC).

## Namn
Fågelns vetenskapliga artnamn taranta syftar på bergspasset Taranta i Etiopien.

## Bilder

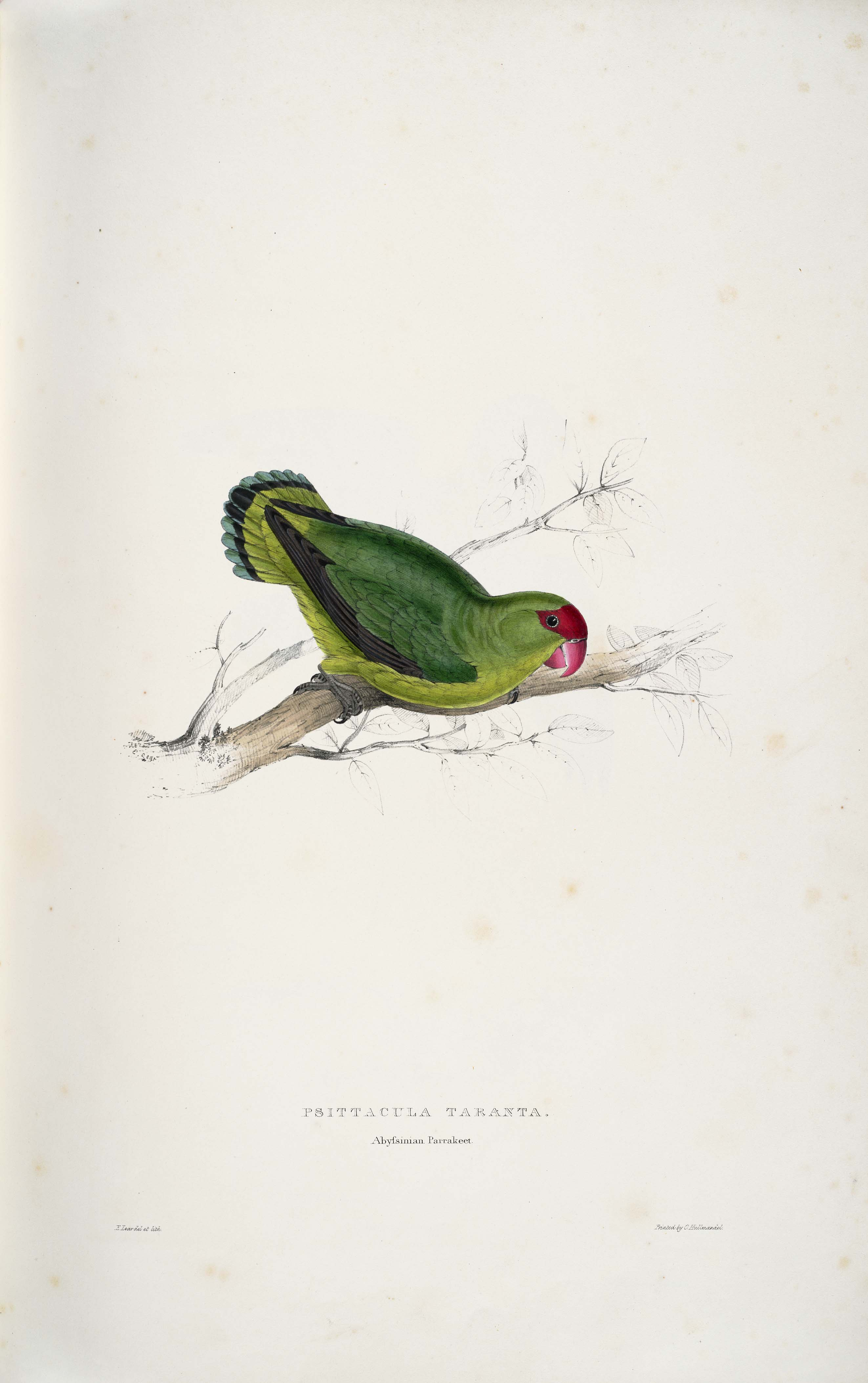
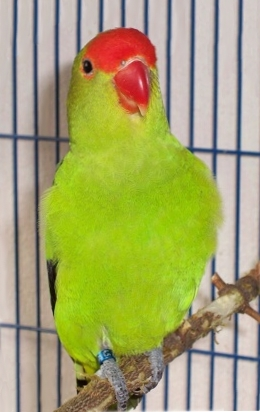
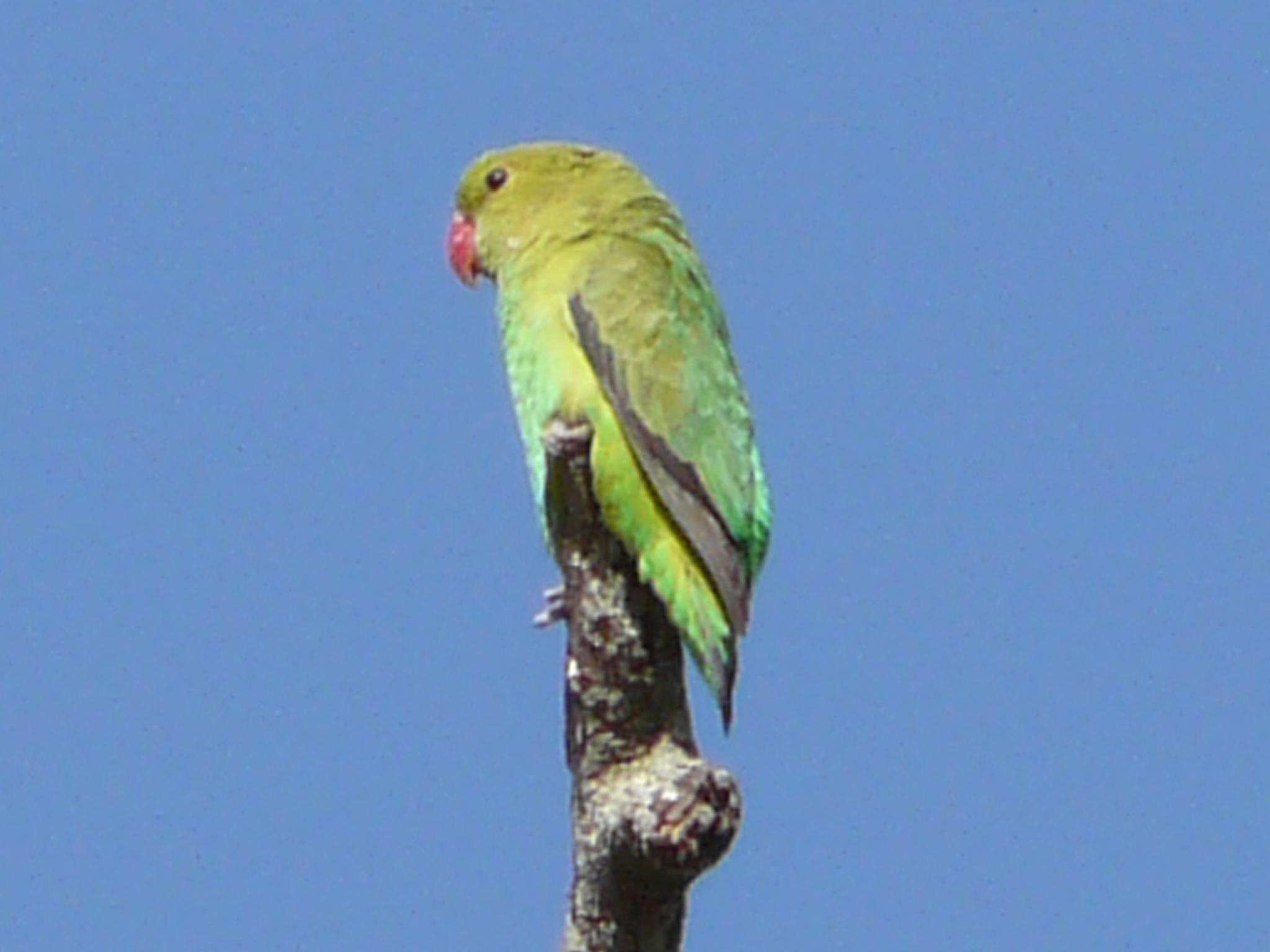